# 人民委員会
人民委員会（じんみんいいんかい）は、
1. 社会主義圏の評議体の訳語の一つ（英語: People's Committee）
  1. 現在の朝鮮民主主義人民共和国（北朝鮮）及びベトナムの地方行政機関の名称。
  2. 第二次世界大戦終了直後の朝鮮において結成された組織の名称。
2. ソビエト連邦における内閣（「人民委員会議」）や中央省庁（「人民委員部」）の訳語の一つ。⇒ 人民委員会議

## 朝鮮
朝鮮の人民委員会には、解放直後に各地で結成された組織を指す用法と、現在の北朝鮮における地方行政機関を指す用法がある。

### 連合軍軍政下の人民委員会

建準・人民委員会の旗

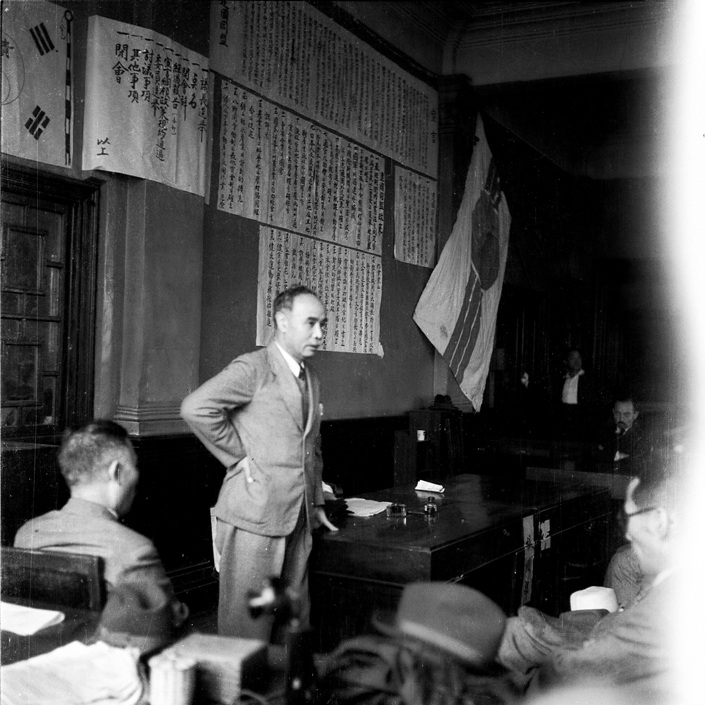
京城府のYMCAで演説する建準委員長の呂運亨（1945年8月16日）

1945年8月、日本が敗戦し、朝鮮が「解放」を迎えると、朝鮮各地で朝鮮人による行政機能の掌握が図られ、朝鮮建国準備委員会（建準）によって8月末までに145の支部が設置された。朝鮮半島の南半分（現在の韓国）では朝鮮総督府とその諸官庁は行政権の引き渡しを拒んだ。アメリカ軍の進駐を前にした1945年9月6日、「朝鮮人民共和国」の建国が宣言されると、朝鮮建国準備委員会は中央人民委員会と名を改め、地方の支部が「人民委員会」と改称した。しかし、南半分では社会主義者の影響の強い「人民委員会」という名称が占領当局に忌避されて禁止され、朝鮮総督府時代の行政機構を活用・継承した地方行政が行われることとなった。
一方、ソ連軍占領下の朝鮮半島北部において、ソ連の軍政当局は社会主義者・民族主義者が組織した「人民委員会」を後援し、朝鮮総督府地方官庁の行政権を接収した。朝鮮北部における中央行政機関は「人民委員会」を積み上げた形で組織されることとなり、1945年11月19日の「北朝鮮五道行政局」（委員長：曺晩植）設立を経て、1946年2月8日に「北朝鮮臨時人民委員会」（委員長：金日成）が設置された。1947年2月19日には立法機関として「北朝鮮人民会議」が、1月20日には行政機関として「北朝鮮人民委員会」（委員長：金日成）が設立され、朝鮮民主主義人民共和国の建国まで行政府として機能した。
なお、朝鮮民主主義人民共和国建国後、1972年には国家機関として中央人民委員会（1998年廃止）が置かれた。

### 北朝鮮における地方行政機関としての人民委員会
地方行政機関にあたる各級の人民委員会は「地方人民委員会」と呼ばれる。地方人民委員会は、当該地区の地方人民会議によって選出され、委員長、副委員長、事務長、委員によって構成される。人民会議の招集、人民会議代議員選挙の実施、法令・政令・決定・指示の執行、地方予算の編成などの権限を持つ。
朝鮮民主主義人民共和国社会主義憲法において、地方主権機関として規定された「地方人民会議」とともに規定されており、「地方人民委員会」は行政的執行機関であるとともに、地方人民会議休会中に地方主権機関となるとされる。
1981年9月まで地方行政については「行政委員会」が担っており、1981年9月にこれが拡充・改編されて「地方行政経済委員会」となり、政務院の指導を受けた。1998年の憲法改正によって「地方行政経済委員会」は廃止され、その機能を地方人民委員会が兼ねることとなった。

## ベトナム

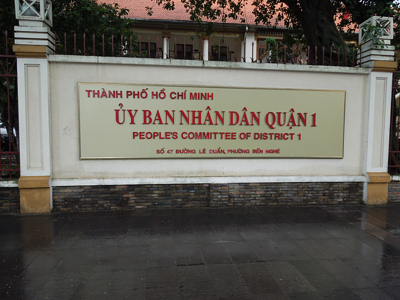
ホーチミン市1区の人民委員会。

ベトナム語表記は「ベトナム語：Ủy ban nhân dân / 委班人民」（略称としてUBND）。省、中央直属城庯、縣、省属城庯、市社、郡、社、坊、市鎮の各行政レベルに存在し、委員長、副委員長および委員によって構成され、当該地区の人民評議会議員によって選出される。